# «Юнона» та «Авось»

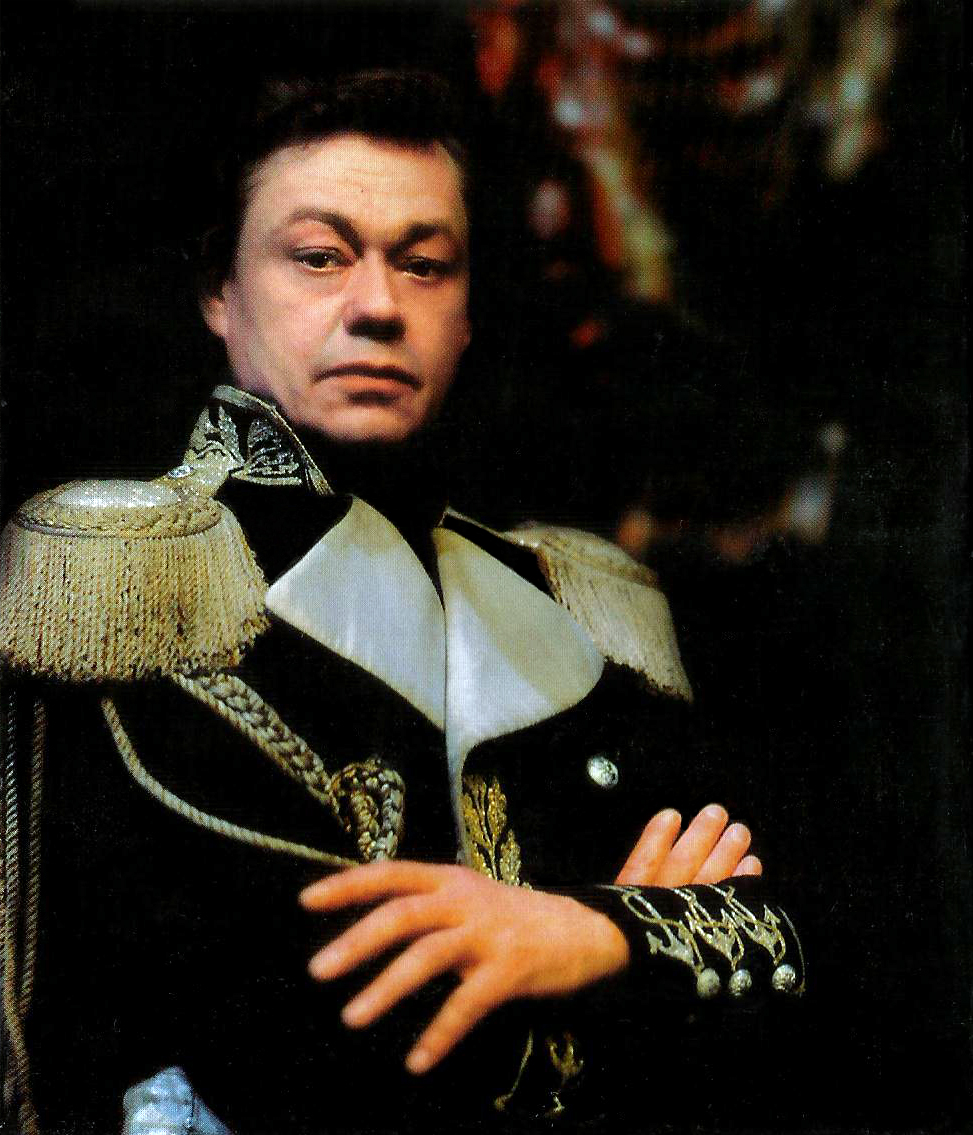
Микола Караченцов у рок-опері «Юнона та Авось»

«„Юно́на“ та „Аво́сь“» — одна з найвідоміших радянських рок-опер композитора Олексія Рибникова на вірші поета Андрія Вознесенського. Прем'єра відбулася 9 липня 1981 року на сцені Московського театру імені Ленінського комсомолу (режисер Марк Захаров, постановка танців Володимира Васильєва, художник Олег Шейнціс), в репертуар якого спектакль входить до сих пір.
У назві вистави використані імена двох вітрильників, «Юнона» та «Авось», на яких здійснювала своє плавання експедиція Миколи Резанова.

## Сюжет
Сюжет поеми «Авось» (1970) і рок-опери заснований на реальних подіях і присвячений подорожі російського державного діяча Миколи Петровича Резанова до Каліфорнії у 1806 році і його зустрічі з юною Кончітою Аргуельо, дочкою коменданта Сан-Франциско.
За спогадами Андрія Вознесенського, поему «Авось» він почав писати у Ванкувері, коли «ковтав … утішні сторінки про Резанова товстого тому Дж. Ленсена, стежачи за долею співвітчизника». Крім того, зберігся і був частково виданий подорожній щоденник Резанова, який був також використаний Вознесенським.
В сюжет рок-опери покладено короткочасну і трагічну любов Резанова та Кончіти. Відправляючись назад, додому Резанов обіцяє своїй коханій повернутися. Але дорогою додому через Сибір захворів і помер у Красноярську.
Кончіта не вірила чуткам, які доходили до неї про смерть нареченого. Тільки у 1842 році англійський мандрівник Джордж Сімпсон, прибувши у Сан-Франциско, повідомив їй подробиці його загибелі. Повіривши в його смерть лише тридцять п'ять років по тому, вона дала обітницю мовчання, а через кілька років прийняла постриг в домініканському монастирі в Монтерреї, де провела майже два десятиліття і померла у 1857 році.
А ще через півтора століття, стався символічний акт возз'єднання закоханих. Восени 2000 року шериф каліфорнійського міста Бениша, де похована Кончіта Аргуельо, привіз до Красноярська жменю землі з її могили і троянду, щоб покласти до білого хреста, на одній стороні якого вибиті слова «Я тебе ніколи не забуду», а на іншій — «Я тебе ніколи не побачу».

## Структура
На платівці, випущеній 1983 року Мюзикл включає 20 номерів:
1. Пролог
2. Відспівування
3. Романс «Я тебя никогда не забуду»
4. Арія Резанова «Душой я бешено устал»
5. Сцена в церкви, молитва
6. Арія Пресвятої Діви
7. Пісня моряків «Авось»
8. Плавання
9. Прибуття в Америку
10. Сцена на балу
11. Біла шипшина
12. Ніч. Спальня Кончіти.
13. Арія Резанова «Ангел, стань человеком»
14. Дуель з Фернандо
15. Заручини
16. Монолог Резанова «Принесите мне карты открытий»
17. Хор і сцена «Воздайте Господу»
18. Сцена в келії. Очікування Кончіти
19. Фінал
20. Епілог. «Алілуя»